# Gary Yershon
Gary Yershon, född 2 november 1954 i London, är en brittisk kompositör. Bland hans verk inkluderas musik för teater, radio, film och dans.
För musiken till filmen Mr. Turner blev Yershon nominerad till en Oscar för bästa filmmusik vid Oscarsgalan 2015.